# Muzzy Izzet
Mustafa Kemal "Muzzy" Izzet (sinh năm 1974 tại Mile End, Luân Đôn) là một cựu cầu thủ bóng đá chuyên nghiệp người Thổ Nhĩ Kỳ, người đã từng chơi cho câu lạc bộ Chelsea, Leicester City và Birmingham City ở giải bóng đá ngoại hạng Anh. Izzet cũng là tuyển thủ quốc gia của đội tuyển bóng đá quốc gia Thổ Nhĩ Kỳ. Izzet chơi ở vị trí tiền vệ trung tâm. Ba và em trai của anh cũng là những cầu thủ bóng đá.

## Thống kê sự nghiệp

### Quốc tế
Nguồn:
| Đội tuyển quốc gia | Năm       | Trận | Bàn thắng |
| ------------------ | --------- | ---- | --------- |
| Thổ Nhĩ Kỳ         | 2000      | 4    | 0         |
| Thổ Nhĩ Kỳ         | 2002      | 4    | 0         |
| Thổ Nhĩ Kỳ         | 2004      | 1    | 0         |
| Tổng cộng          | Tổng cộng | 9    | 0         |

| #  | Ngày                 | Địa điểm                                          | Đối thủ    | Kết quả | Giải đấu                 |
| -- | -------------------- | ------------------------------------------------- | ---------- | ------- | ------------------------ |
| 1. | 15 tháng 6 năm 2000  | Sân vận động Philips, Eindhoven, Hà Lan           | Thụy Điển  | 0–0     | Vòng bảng Euro 2000      |
| 2. | 7 tháng 10 năm 2000  | Ullevi, Gothenburg, Thụy Điển                     | Thụy Điển  | 1–1     | Vòng loại World Cup 2002 |
| 3. | 11 tháng 10 năm 2000 | Sân vận động Tofiq Bahramov, Baku, Azerbaijan     | Azerbaijan | 0–1     | Vòng loại World Cup 2002 |
| 4. | 15 tháng 11 năm 2000 | Sân vận động BJK İnönü, Istanbul, Thổ Nhĩ Kỳ      | Pháp       | 0–4     | Giao hữu                 |
| 5. | 12 tháng 2 năm 2002  | Sân vận động Fuji Film, Breda, Hà Lan             | Ecuador    | 0–1     | Giao hữu                 |
| 6. | 26 tháng 3 năm 2002  | Ruhrstadion, Bochum, Đức                          | Hàn Quốc   | 0–0     | Giao hữu                 |
| 7. | 23 tháng 5 năm 2002  | Sân vận động Hồng Kông, Hồng Kông                 | Nam Phi    | 2–0     | Giao hữu                 |
| 8. | 26 tháng 6 năm 2002  | Sân vận động Saitama 2002, Saitama, Nhật Bản      | Brasil     | 1–0     | Bán kết World Cup 2002   |
| 9. | 18 tháng 8 năm 2004  | Sân vận động Denizli Atatürk, Denizli, Thổ Nhĩ Kỳ | Belarus    | 1–2     | Giao hữu                 |

## Danh hiệu
Leicester City
- Cúp Liên đoàn Anh: 1996–97, 1999–2000

ĐTQG Thổ Nhĩ Kỳ
- FIFA World Cup Hạng ba: 2002

Cá nhân
- Cầu thủ Ngoại hạng Anh xuất sắc nhất tháng: tháng 9 năm 1999 [3]